# Girmana, Hekimhan
Girmana là một thị trấn thuộc huyện Hekimhan, tỉnh Malatya, Thổ Nhĩ Kỳ. Dân số thời điểm năm 2011 là 2.403 người.